# ГЕС-ГАЕС Рейюнос
ГЕС-ГАЕС Рейюнос (ісп. Represa de Los Reyunos) – гідроелектростанція в центральній Аргентині в провінції Мендоса. Знаходячись між ГЕС Agua del Toro (вище по течії) та ГЕС El Tigre, входить до складу каскаду на річці Діама́нте, правій притоці Десагуаде́ро, яка в свою чергу є лівою притокою Ріо-Колорадо, що впадає в Атлантичний океан за сотню кілометрів південніше від Баїя-Бланки.
В межах проекту річку перекрили насипною греблю висотою 136 метрів та довжиною 295 метрів, яка потребувала 3,5 млн м3 матеріалу. Вона утримує водосховище з площею поверхні 7,3 км2 та об’ємом 260 млн м3, в якому відбувається коливання рівня поверхні між позначками 975 та 996 метрів НРМ. Нижче по течії розташоване сховище El Tigre з площею поверхні 0,65 км2, об’ємом 7 млн м3 та коливанням поверхні від 895 до 906 метрів НРМ, яке утримує насипна гребля з бетонним ядром висотою 49 метрів та довжиною 681 метр, що потребувала 692 тис м3 ґрунту та 22 тис м3 бетону. Ці дві водойми використовуються як верхній та нижній резервуари відповідно при роботі станції в режимі гідроакумуляції. 
Пригреблевий машинний зал обладнали двома оборотними турбінами типу потужністю по 112 МВт у генераторному та 104 МВт в насосному режимі. При напорі 95 метрів вони забезпечують виробництво 224 млн кВт-год електроенергії на рік.